# Eupithecia albicapitata
Eupitecia albicapitata es una especie de polilla de la familia Geometridae. La especie fue descrita por primera vez por Alpheus Spring Packard, habiendo sido descrita en 1876. Esta pequeña especie puede ser fácilmente reconocida por los dos pares de manchas oscuras geminadas en el borde exterior, las dos anchas fascias rojizas y la cabeza blanca y el color de fondo blanco, y por las dos bandas rojizas difusas y el gran punto discal.

## Distribución
Se encuentra distribuido en América del Norte, desde Terranova y Labrador hasta el Territorio del Yukón y en todo Canadá siguiendo el cinturón de abetos. Al oeste de Columbia Británica, hacia el norte desde Alaska a Alberta y al sur de Nueva Inglaterra y Nueva York. El sintipo de la especie fue descrita en los alrededores de Quebec y Brunswick.

## Descripción
Es una polilla mediana a pequeña. La envergadura es de unos 14 a 18 milímetros (0,6 a 0,7 plg) con una longitud corporal de 0,3 pulgadas (7,6 mm). Las alas anteriores se ven atravesadas por bandas basales y subterminales de color naranja-granate bastante anchas.
La polilla cuenta con grandes palpos agudos; un área escutelada de vellos en el vértice. Los palpos son largos y grandes, más largos que la cabeza, oscuros en los costados, más pálidos arriba y en las puntas. Las antenas son delgadas, simples, muy diminutamente ciliadas en la parte inferior. El protórax cuenta con doble cresta, una cresta anterior que es de color negro en el medio y otra en el borde posterior. En la base del abdomen hay una banda oscura, ligeramente rojiza y una fila lateral y dorsal de puntos negros.
Las alas traseras están atravesadas por una serie de cinco líneas parciales estrechas, oscuras y paralelas con un punto discal notorio. Debajo del ala cuenta con un color cinereo pálido, con una línea interior y dos exteriores estrechas, difusas y oscuras y puntos discales muy distintos.
Hay una generación por año con adultos volando de julio a agosto. Las orugas tienen un tinte rojizo y tienen seis franjas longitudinales vagas en la parte superior del cuerpo. Las larvas penetran los conos de varias coníferas, entre ellas Picea glauca, Picea engelmannii, Pseudotsuga menziesii, Abies balsamea, Pinus resinosa y Pinus banksiana. La especie pasa el invierno en la etapa de pupa.